# 西迪斯利曼省
34°13′N 5°42′W / 34.217°N 5.700°W
西迪斯利曼省（阿拉伯语：‎）是摩洛哥的省份，位於該國西北部，由拉巴特-塞拉-蓋尼特拉大區負責管轄，首府設於西迪蘇萊曼，面積1,492平方公里，2004年人口292,877，人口密度每平方公里196人。